# Morphotropie
 (janvier 2024).
Si vous disposez d'ouvrages ou d'articles de référence ou si vous connaissez des sites web de qualité traitant du thème abordé ici, merci de compléter l'article en donnant les références utiles à sa vérifiabilité et en les liant à la section « Notes et références ».
En minéralogie et en chimie du solide, on appelle morphotropie, d'après la définition de Paul Heinrich von Groth (1843-1927), le changement progressif de structure cristalline qui se produit à la suite de substitutions chimiques systématiques. Le cas particulier où la substitution chimique ne comporte pas de variation structurale est dit isomorphotropie, mais est aujourd'hui plus couramment connu sous le terme isomorphisme.